# Yang Shin-young
Yang Shin-young, née le 8 novembre 1990 à Séoul, est une patineuse de vitesse sur piste courte sud-coréenne. 

## Carrière
En 2007, elle est championne du monde junior. Elle gagne sa première épreuve de Coupe du monde en décembre 2007 puis est médaillée de bronze toutes épreuves aux Championnats du monde 2008.

## Palmarès

### Championnats du monde
- Gangneung 2008
  -  Médaille d'or du relais 5 000 m
  -  Médaille d'argent du 1 500 m
  -  Médaille de bronze du classement général
- Vienne 2009
  -  Médaille d'argent du relais 5 000 m